# Омар Хадр
Омар Ахмед Саїд Хадр (араб. عمر أحمد سعيد خضر; народився 19 вересня 1986 року) — канадець, захоплений у віці 15 років 27 липня 2002 року силами спеціальних операцій армії США в Афганістані під час 4-годинної битви у селі Аюб-Хеїль і утримуваний у в'язниці на базі в Гуантанамо з жовтня 2002 року до 2012 року. Під час ув'язнення він визнав себе винним у вбивстві сержанта армії США 1-го класу Крістофера Шпеєра та в інших звинуваченнях. Пізніше він подав апеляцію на свій вирок, стверджуючи, що він навмисно помилково визнав себе винним, аби повернутися до Канади, де він залишався під вартою ще три роки. Хадр подав до суду на уряд Канади за порушення його прав згідно з Хартією прав і свобод; цей позов було врегульовано в 2017 році шляхом виплати 10,5 млн канадських доларів і вибачень федерального уряду.
Уродженець Канади, Хадр був вивезений до Афганістану батьком, який був пов'язаний з Аль-Каїдою та іншими терористичними організаціями. 27 липня 2002 року, у віці 15 років, Хадр був важко поранений під час бою між солдатами США та бойовиками Талібану в селі Аюб-Хеїль; вважається, що Хадр кинув гранату, яка вбила Шпеєра. Після того як він був схоплений і ув'язнений на аеродромі Баграм, його відправили в табір Гуантанамо на Кубі. Під час затримання Хадра допитували як канадські, так і американські офіцери розвідки. 
Після восьми років ув'язнення Хадр у жовтні 2010 року визнав себе винним у «вбивстві з порушенням законів війни» та чотирьох інших звинуваченнях на слуханнях у військовій комісії Сполучених Штатів. Звинувачення були висунуті відповідно до Закону про Військову комісію США від 2006 року та вважалися згідно із законодавством США військовими злочинами, хоча на момент скоєння передбачуваних злочинів цей закон не діяв. Хадр погодився на восьмирічне ув'язнення без врахування вже відбутих восьми років з можливістю переведення до Канади щонайменше через один рік і з правом на умовно-дострокове звільнення через три роки.
За даними ООН, Хадр був першою людиною після Другої світової війни, яку притягнули до відповідальності у військовій комісії за військові злочини, скоєні неповнолітнім. Його засудження та вирок засудили деякі групи громадянських прав і Спеціальний представник ООН з питань дітей у збройних конфліктах.
Тим часом на початку 2010 року Верховний суд Канади постановив, що допит канадським урядом Хадра в Гуантанамо «порушує найосновніші канадські стандарти поводження з підозрюваними неповнолітніми», але не наказав повернути Хадра на батьківщину. Однак 29 вересня 2012 року Хадр повернувся до Канади, щоб відбути решту терміну ув'язнення в канадській колонії.
Хадр був звільнений під заставу в травні 2015 року (поки тривала його апеляція щодо засудження у США) після того, як Апеляційний суд Альберти відмовився заборонити його звільнення, як цього вимагав канадський уряд. У 2017 році уряд Канади оголосив про укладення мирової угоди з Хадром, виплативши йому 10,5 млн канадських доларів компенсації збитків, спричинених попереднім розглядом справи. Табіта Шпеєр, вдова Крістофера Шпеєра, подала заяву про примусове виконання судового рішення про виплату 134 мільйонів доларів США у Канаді. 25 березня 2019 року суд Королівської лави Альберти постановив, що час умовного звільнення Хадра зараховується до його покарання, яке було оголошено відбутим.

## Дитинство

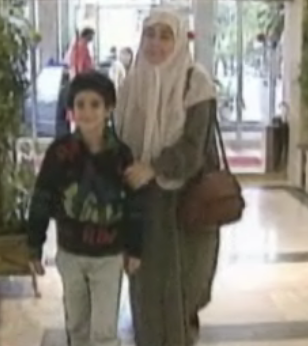
Хадр і його мати

Хадр народився в Торонто 19 вересня 1986 року в родині Ахмеда Хадра та Махи ель-Самни, єгипетських і палестинських іммігрантів, які стали громадянами Канади. Сім'я Хадра переїхала до Пешавару, Пакистан, у 1985 році, де його батько працював у благодійних організаціях, допомагаючи афганським біженцям.
Він провів дитинство у подорожах  Канадою та Пакистаном. У нього було шестеро братів і сестер, його мати хотіла виховувати сім’ю за межами Канади, оскільки їй не подобалися деякі західні соціальні впливи.
У 1992 році батько Хадра був важко поранений під час перебування в Логарі, Афганістан. Після його травми родина переїхала до Торонто, щоб він міг відновитися. Омар пішов до 1 класу початкової школи ISNA.
У 1995 році, після повернення родини до Пакистану, батько Омара, Ахмед, був заарештований і звинувачений у фінансовій допомозі Єгипетському ісламському джихаду у вибуху єгипетського посольства в Пакистані. Під час ув'язнення Ахмед був госпіталізований після голодівки, а через рік був звільнений через відсутність доказів.
У 1996 році батько Хадра перевіз  родину до Джелалабада, Афганістан, де він працював у неурядовій організації.
Після терактів 11 вересня 2001 року в Сполучених Штатах мати Омара та його брати й сестри побоювалися бомбардування Афганістану США і відступили до пакистанських гір, куди батько навідувався нечасто.
На початку 2002 року Хадр разом із матір'ю та молодшою сестрою жив у Вазиристані. Одного разу він був змушений одягнути бурку та прикидатися дівчиною, щоб уникнути пильної уваги, що дуже його засмучувало. Коли його батько повернувся, Омар попросив дозволити йому залишитися в груповому будинку для молодих чоловіків, незважаючи на протести матері. Його батько погодився і через місяць дозволив Омару супроводжувати групу арабів, пов’язаних з Абу Лайтом аль-Лібі, яким був потрібен перекладач з пушту під час їхнього перебування в Хості.
Відповідно до звинувачень військової комісії в квітні 2007 року, Хадр пройшов індивідуальну підготовку зі зброї в червні 2002 року, і його візити до матері та сестри стали менш частими.

## Перестрілка і захоплення
Починаючи з лютого 2002 року, американські солдати використовували покинуту радянську авіабазу в Хості, Афганістан, як форпост для збору розвідданих, щоб завоювати довіру місцевої громади.
Рано вранці 27 липня 2002 року команда у складі 19-ї групи ССО 505-го піхотного полку та близько двадцяти афганських бійців, пов’язаних з Пача Ханом Задраном, була відправлена до будинку на розвідку.
Під час перебування в будинку надійшов звіт про те, що контрольований  супутниковий телефон, нещодавно використовувався у межах 300–600 метрів від розташування підрозділу, і семеро солдатів були відправлені для розслідування походження дзвінка.
Під керівництвом майора Ренді Ватта група включала старшого капітана Майка Сільвера, учасників 19-ї групи спецназусержанта Крістофера Шпеєра, Лейна Морріса та старшого сержанта Скотті Хансена; спеціаліста Крістофера Дж. Ведвіка з 505-го піхотного полку та його пожежну команду.
Особовий склад прибув до житлового комплексу з земляними хатами та зерносховищем, оточеним кам'яною стіною з металевими воротами приблизно за 100 метрів від основної хати. 

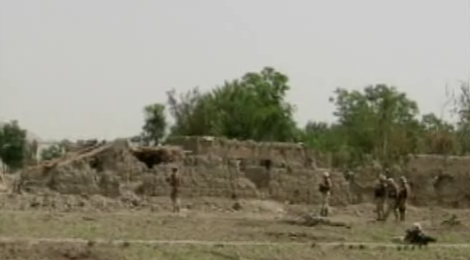
Американські солдати стоять біля комплексу

Вони побачили п’ятьох чоловіків, описаних як «добре одягнених» у головній резиденції з AK-47 неподалік. Є суперечливість щодо того, чи підійшли американці та сказали мешканцям відкрити вхідні двері чи встановили периметр навколо комплексу. Зрештою команда дочекалася приблизно 45 хвилин до прибуття підтримки.
На той час натовп із близько 100 місцевих афганців зібрався навколо цього району, щоб спостерігати за операцією. Афганського ополченця було направлено до будинку, щоб вимагати від окупантів здатися, але він відступив під обстрілом.
На підтримку прибули підрозділи 3-го взводу роти "Браво", 1-го батальйону 505-го полку піхоти під командуванням капітана Крістофера В. Сіріно, що збільшило загальну кількість солдатів до приблизно п'ятдесяти. До мешканців було вислано ще двох афганців для спілкування, і вони повернулися з повідомленням, що чоловіки стверджували, що вони пуштунські селяни. Американці наказали їм повернутися та сказати, що американці хочуть перевірити їх будинок, незалежно від їхньої приналежності. Коли ополченці поділилися цією інформацією, мешканці хати відкрили вогонь, застреливши обох вісників. Принаймні одна жінка та одна дитина втекли з домівок, тоді як решта мешканців почали кидати гранати у напрямку американських та афганських військових, періодично стріляючи з гвинтівок.
Морріс і Сільвер зайняли позиції за кам'яною стіною. Морріс отримав поріз над правим оком і був поранений осколком у ніс. Спочатку Морріс і Сільвер подумали, що поранення виникло через несправність гвинтівки Морріса, але пізніше це було пов'язано з гранатою. Потім Морріса відтягнули на безпечну відстань від бою, і невдовзі до нього приєдналися спец. Майкл Реваковскі, рядовий першого класу Брайан Ворт і спец. Крістофер Дж. Ведвік, який також був поранений гранатами.
О 09:10 UTC американці надіслали запит на проведення медицинської евакуації до 57-го медицинського підрозділу. Десять хвилин потому була розгорнута пара гелікоптерів UH-60 Blackhawk із супроводом вертольотів AH-64 Apache. Прибувши на місце події, «Апачі» обстріляли комплекс гарматним і ракетним вогнем, а медичні вертольоти залишалися на відстані 19 км від перестрілки.  Гелікоптери приземлилися о 10:28 UTC для завантаження поранених на борт. Після цього пара літаків A-10 Warthog скинула кілька 500-фунтових бомб на комплекс.

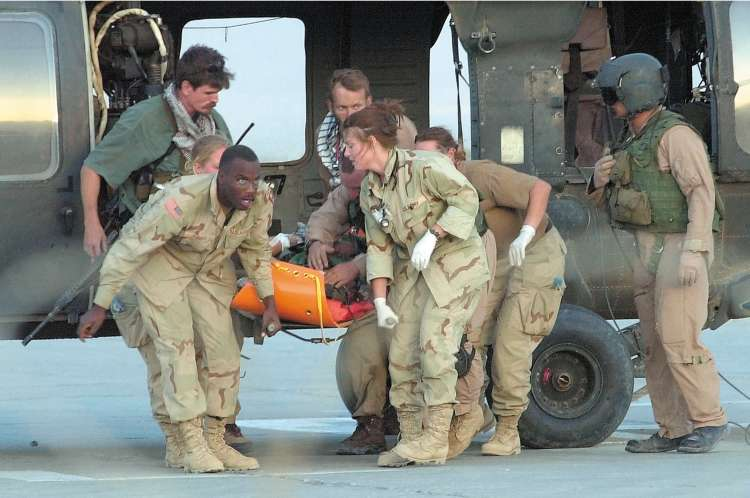
Транспортування Шпеєра в Баграмі

У цей момент прибув конвой із п'яти машин американського підкріплення, довівши кількість військових приблизно до 100. Дві з цих машин були знищені повстанцями. Десять хвилин потому вертольоти медицинської евакуації вирушили на авіабазу Баграм і досягли аеродрому Баграм об 11:30.
Не знаючи, що Хадр і ще один бойовик вижили після бомбардування, наземні сили відправили команду, що складалася з OC-1 (англ. термін використовується для приховування особистості солдата, що стріляв в Омара Хадра), Сільвера, Шпеєра та трьох солдатів спецпідрозділу «Дельта» через діру в південній частині стіни комплексу.
Серед останків тварин бригада виявила тіла трьох загиблих бійців. Відповідно до розповіді Сільвера 2007 року про подію, він почув звук, «схожий на постріл», і побачив, як троє солдатів «Дельти» пригнулися. Граната пролетіла повз чоловіків і вибухнула в кінці групи, поранивши Шпеєра, який був «в афганському одязі та без шолома».
OC-1 повідомив, що хоча він не чув жодної стрілянини, пил з північної сторони комплексу змусив його повірити, що група була під вогнем стрільця між будинком і сараєм. Він повідомив, що граната була перекинута через стіну, яка вела до перевулку, і впала в 30–50 метрах від початку перевулку. Побігши до перевулку, щоб уникнути вибуху, OC-1 випустив чергу з карабіна M4 у провулок, пробігаючи повз, хоча через хмари пилу не було видимості. Присівши біля південно-східного входу в провулок, OC-1 побачив чоловіка з пістолетом у кобурі та двома пораненнями в грудях, який рухався по землі поруч із АК-47. Зі свого місця ОC-1 зробив один постріл у голову чоловіка, вбивши його. Коли пил розвіявся, OC-1 побачив Хадра, який присів, дивлячись убік від поля бою, і двічі вистрілив Хадру в спину.

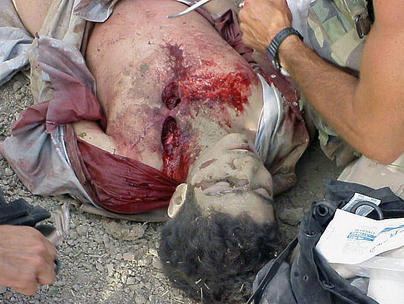
Двоє солдатів біля пораненого Хадра.

OC-1 підрахував, що всі події з моменту входу в комплекс розгорталися менше хвилини, і що він був єдиним американцем, який відкрив вогонь. Сільвер спочатку стверджував, що два військовослужбовці «Дельти» відкрили вогонь, вистріливши тричі в груди Хадра, після того, як було помічено, що Хадр тримає пістолет і стоїть обличчям до військ.
Ці заяви суперечать версії подій OC-1. Однак OC-1 погодився, що щось лежало в пилу біля Хадра, хоча він не міг пригадати, пістолет це чи граната.
Увійшовши в провулок, OC-1 побачив двох мертвих бойовиків під уламками і вважав, що вони були вбиті авіаударами. Тоді він переконався, що чоловік, в якого він стріляв, мертвий. Повернувшись до Хадра, OC-1 виявив, що він живий. Перевернувши Хадра на спину, OC-1 покинув провулок, щоб знайти Шпеєра, про чиї травми OC-1 тоді не знав. Виходячи з провулку, ОC-1 побачив третій АК-47 та кілька гранат.

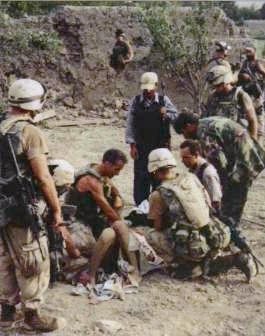
Медики лікують Хадра

Хадру надали медичну допомогу на місці, і протягом цього часу він неодноразово просив медиків убити його. Солдати «Дельти» наказали їм не шкодити полоненому. Хадра гелікоптера CH-47 і доставленили на авіабазу Баграм в Афганістані гелікоптером CH-47. Під час польоту він знепритомнів.

## Наслідки

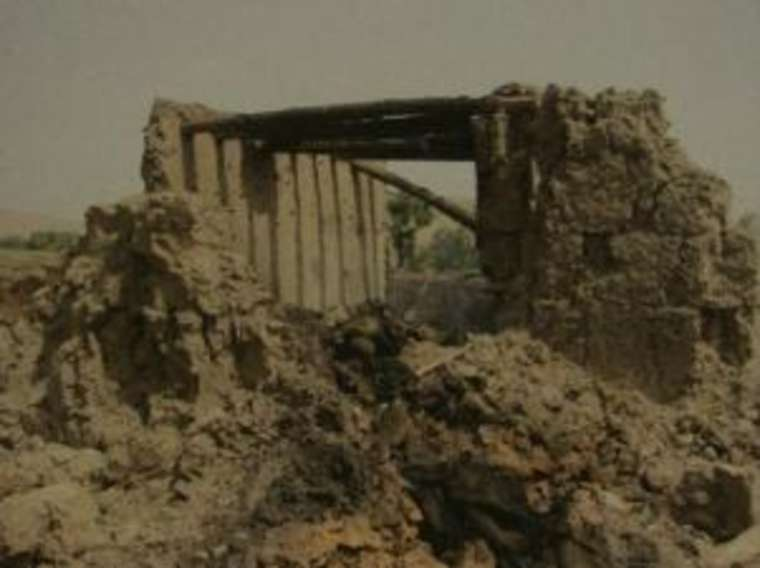
Залишки споруди після бомбардування

Наступного дня солдати, включаючи Сільвера, повернулися, щоб обшукати приміщення. Вважається, що місцеві селяни забрали тіла двох убитих чоловіків і поховали їх за мусульманськими традиціями. Вони відмовилися повідомити місце розташування американцям, які хотіли ідентифікувати бійців.
Вважаючи, що дерев’яними дошками під останнім убитим стрільцем можна було накрити підземну камеру, солдати за допомогою екскаватора знесли стіни будівель. У хатах вони знайшли п'ять ящиків рушничних набоїв, два реактивні снаряди, дві гранати та три гранатомети. Деякі з них випадково здетонували, лежачи в тліючих руїнах.  У зерносховищі було виявлено поліетиленовий пакет із документами, дротами та відеокасетою. У звіті OC-1 стверджується, що відеозапис було знайдено в головному будинку, а не в сараї, а також згадуються детонатори, змодельовані як ігрові картриджі Sega.
На відео показано, як Хадр грає з детонуючим шнуром, а інші чоловіки, в тому числі один, якого пізніше ідентифікували як Абу Лайта аль-Лібі, збирають вибухівку в тому ж будинку, який був зруйнований напередодні силами США. Його можна впізнати за стінами, килимами та навколишнім середовищем, яке видно з вікон на відео. Чоловіки встановлюють міни, посміхаються і жартують з оператором.  У звіті «Голосу Америки» йдеться про те, що це були міни, які пізніше знайшли американські війська на дорозі між Гардезом і Хостом.
BBC повідомила, що збройні сили США та ополчення потрапили під вогонь зі стрілецької зброї; джерело в США відзначило, що це був перший випадок, коли ворог «стояв на своєму» після завершення операції «Анаконда» чотири місяці тому.
Гансен і Ватт були нагороджені Бронзовою Зіркою за те, що під вогнем бігли вперед, щоб забрати двох поранених. Джерела розходяться в тому, чи були це поранені американські солдати, включно з Моррісом, чи двоє афганських ополченців, застрелених на початку. П'ятеро поранених були нагороджені Пурпуровими серцями. Шпеєр був переведений з авіабази Баграм на авіабазу Рамштайн у Німеччині, де він був відключиний з апарату життєзабезпечення 7 серпня і помер; його серце, печінку, легені та нирки були передані для використання іншими пацієнтами.

## Утримування у Баграмі
Непритомного Хадра доставили вертольотом для надання медичної допомоги в Баграм. Після того, як приблизно через тиждень він прийшов до тями, почалися допити. Кілька тижнів він був прикований до ношей. Полковник Марджорі Мосьєр зробила йому операцію на очах, хоча інший ув’язнений Рухель Ахмед пізніше стверджував, що Хадру було відмовлено в інших формах хірургічного втручання, щоб зберегти його зір, як покарання за те, що він не дав слідчим відповіді, які вони шукали. Його прохання про темні сонцезахисні окуляри, щоб захистити падаючий зір, були відхилені з міркувань «державної безпеки».
Відповідно до прохання про приховування доказів військового судді Гуантанамо Патріка Перріша, до Хадра в Баграмі були застосовані різні методи допиту, включаючи:
1. Техніка «Наростання страху (Fear Up)». Цей прийом суддя описує як «техніку, яка використовується як спроба підвищити рівень страху у затриманого». У справі Хадра це включало розповідь йому, що затриманого, який «брехав слідчим», зґвалтували в душі «великі чорні хлопці».
2. Техніки «любов до свободи» (love of freedom) та «Приниження гордості/ его», які, за словами судді Перріша, є «спробами зібрати інформацію, закликаючи до бажання людини повернутися додому або натякаючи, що вона насправді не є важливою особою...»
3. Техніка «Страх ув'язнення» (Fear of Incarceration), яка, за словами судді, була «спробою домогтися співпраці, щоб повернутися до нормального життя, а не бути затриманим».

Після слухання військовий суддя постановив, що немає достовірних доказів того, що Хадра катували, як стверджується, і що його зізнання було отримано після того, як стало відомо, що американці виявили відеозапис, на якому Хадр та інші виготовляють СВП.
20 серпня Сполучені Штати повідомили Канаду про захоплення та попросили підтвердити особу свого полоненого. Через десять днів офіційні особи Канади надіслали дипломатичний запит до Сполучених Штатів з проханням надати консульський доступ до їхнього громадянина, який утримується в Баграмі. Запит було відхилено із заявою, що Канада буде повідомлена, лише якщо канадські громадяни будуть переведені до Гуантанамо. Приблизно в цей час Хадра відвідав Червоний Хрест.
Хадр стверджує, що йому відмовили в знеболюючих ліках для його ран, що його руки були зв’язані над дверною рамою протягом кількох годин, його обливали холодною водою, одягали мішок на голову, йому погрожували військовими собаками, і він змушений носити 19-літрові відра з водою, щоб роз'ятрювати рану плеча. Йому не дозволяли користуватися туалетом, його змушували мочитися на себе.  Його головним слідчим був Джошуа Клаус. Після смерті під вартою неправомірно звинуваченого Ділавара того ж року Клаус визнав себе винним у насильстві над затриманими з метою вимагати зізнань.
Лист від посольства Канади був надісланий 13 вересня, в якому говориться, що «різні закони Канади та Сполучених Штатів» вимагають особливого ставлення до Хадра через його вік, також він містив прохання не передавати Хадра до Гуантанамо.
Відповідно до судових документів, поданих американськими військовими в 2007 році, Хадра знову допитали 17 вересня 2002 року, і він заявив, що він допомагав бойовикам, оскільки йому сказали, що Сполучені Штати ведуть війну проти ісламу. Коли його запитали, чи знав він про винагороду в 1500 доларів, яка пропонується за кожного американського солдата, убитого в Афганістані, він нібито відповів, що чув цю історію, але не знав, хто пропонував винагороду. На питання, які це викликало у нього почуття в той час, американські військові повідомляють, що Хадр сказав: «Я хотів убити багато американців, щоб отримати багато грошей». Захист Хадра охарактеризував ці заяви як «інформацію, яку [уряд] вимусив отримати від нього, коли він був 15- чи 16-річним хлопчиком, який одужував від серйозних ран, нанесених військовими США».
Хадр три місяці одужував у Баграмі. Він ділив камеру з Моаззамом Беггом та десятьма іншими. Він розговорився з охоронцем Демієном Корсетті.

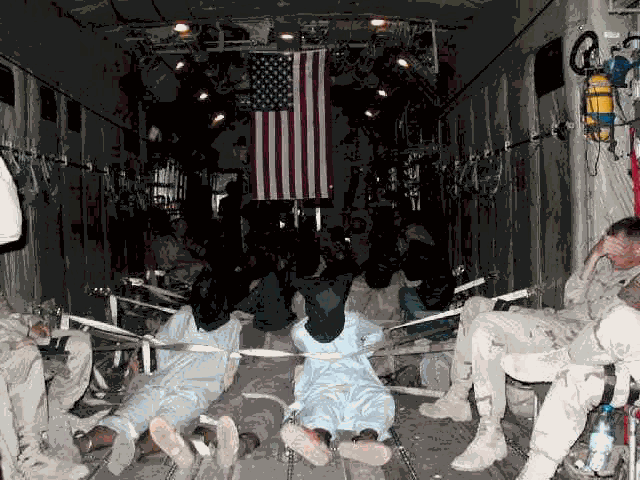
Полонених везуть до Гуантанамо

7 жовтня агент Федерального бюро розслідувань (ФБР) Роберт Фуллер допитав Хадра. Згідно зі звітом Фуллера, він показав Хадру фотокнигу підозрюваних у Аль-Каїді. Хадру знадобилося кілька хвилин, щоб ідентифікувати Махера Арара на одній із фотографій. У звіті також зазначено, що Хадр думав, що бачив Арара в Кабулі, Афганістан, у вересні та жовтні 2001 року.
Наступного дня після допиту (8 жовтня 2002 р.) Арар, який останні 12 днів перебував під вартою в аеропорту Джона Кеннеді, був екстрено доставлений до Сирії. Хадр був переведений до Гуантанамо разом з Річардом Белмаром, Джамалом Кіємба та іншими полоненими 28 жовтня 2002 року, хоча канадські офіційні особи не були повідомлені, як було обіцяно.

## Утримування в Гуантанамо
Хадр прибув до Гуантанамо 29 або 30 жовтня 2002 року як ворожий комбатант. На той час його зріст становив 170 см,  вага 70 кг. Незважаючи на те, що йому не виповнилося 18 років, його тримали як дорослого в’язня. Офіційні особи вважали його «скарбом для розвідки», оскільки його батька підозрювали в діяльності Аль-Каїди, а Хадр особисто зустрічався з Осамою бен Ладеном. Спочатку Хадр проводив більшу частину свого часу у тюремній лікарні, де спілкувався з мусульманським капеланом Джеймсом Йі, хоча він не звертався за релігійною консультацією.
У лютому 2003 року офіцер канадської розвідки закордонних справ Джим Гулд і офіційний представник Канадської служби безпеки й розвідки (CSIS) допитали Хадра.
За три тижні до канадського візиту американські охоронці позбавляли Хадра сну, переводячи його в нову камеру кожні три години протягом 21 дня, щоб «зробити його більш поступливим і готовим до розмови».
Гулд приніс Хадру цінну страву «Біг-Мак» , а уряд заявив, що візит мав на меті «перевірити благополуччя Хадра». Пізніше його адвокати подали заяву та отримали судову заборону від судді Конрада фон Фінкенштайна з Федерального суду Канади, щоб запобігти CSIS допитувати їх клієнта в майбутньому.
Наступного місяця у брифінгу Міністерства закордонних справ підсумували висновки Гулда, заявивши, що Хадр був «цілковито пропащим молодим чоловіком. Усі ті особи, які займали владні посади над ним, зловживали ним та його довірою у власних цілях». Протестуючи проти того, що Міністерству міжнародних справ Канади і CSIS було дозволено допитувати Хадра, але не Канадській королівскій кінній поліції, суперінтендант Майк Кабана залишив свою посаду в Project O Canada.
Адвокати Хадра стверджують, що його слідчі «тягали [його] туди-сюди в суміші його сечі та соснової олії» і не надавали змінного одягу протягом двох днів у березні 2003 року. Наприкінці березня 2003 року Омару підвищили рівень безпеки до «четвертого» й перевели в одиночну камеру в без вікон на квітень. У 2003 році Хадр почав вести молитовні групи серед затриманих.
Через рік після того, як він зізнався Моаззаму Беггу, британському громадянину, який тоді був ув’язненим, що його старший брат Абдурахман Хадр працює на американців, Омару дозволили провести коротку розмову з Абдурахманом. Він також перебував під вартою в Гуантанамо і стверджував, що в той час працював на ЦРУ як інформатор. Його брата тримали на відстані 15 м в окремому корпусі. Обидва перегукувалися арабською, і Омар сказав своєму старшому братові не визнавати стосунків їхньої родини з Аль-Каїдою, і вказав, що він втрачає ліве око. Під час перебування у в'язниці молодший Хадр вивчив Коран напам’ять, згідно з листом до матері.
У березні 2004 року офіцер канадської розвідки Джим Гулд повернувся до Гуантанамо, виявивши, що Хадр не хоче співпрацювати. Управління закордонних справ заявило, що Хадр намагався бути «крутим хлопцем» і справити враження на своїх співкамерників. Його адвокат Мунір Ахмад сказав, що Хадр спочатку думав, що Гулд «нарешті прийшов йому допомогти» у 2003 році, але до 2004 року зрозумів, що канадський уряд його допитує, а не допомагає. Загалом між 2003 і 2004 роками канадці допитували Хадра шість разів і наказали ідентифікувати фотографії канадців, які, ймовірно, мали зв’язки з тероризмом. Коли він сказав канадцям, що американці тортурами змушували його дати неправдиві зізнання, канадська влада заявила, що він брехун. Пізніше Хадр згадував, що «намагався співпрацювати, щоб мене повернули до Канади».
У серпні адвокати Рік Вілсон і Мунір Ахмад подали «екстрене клопотання» з проханням оприлюднити медичні записи Хадра. Отримавши відмову, вони отримали заяву від командира військово-морського госпіталю Гуантанамо доктора Джона С. Едмондсона про те, що Хадр «здоровий», і двосторінкову «Оцінку медичних послуг».
У листопаді 2004 року після зустрічі зі своїми адвокатами Хадра протягом чотирьох днів допитували про те, що він обговорював зі своїми адвокатами. Він сказав, що в цей час слідчі застосовували «надзвичайну фізичну силу» і не дозволяли йому читати щоденні молитви.
Під час цього візиту адвокати провели психологічний опитувальник, відомий як «мініпсихічний огляд», який вони пізніше передали доктору Еріку В. Трупіну, експерту з психології розвитку неповнолітніх у місцях позбавлення волі. Трупін постановив, що Хадр страждав від «марення та галюцинацій, суїцидальної поведінки та сильної параної», і що жорстоке поводження з ним зробило його «особливо сприйнятливим до психічного примусу», а також він мав помірний або високий ризик вчинення самогубства. Їхні зусилля отримати дозвіл США на незалежне медичне обстеження їх клієнта не увінчалися успіхом до середини 2006 року.
19 березня 2005 року офіційні особи канадського уряду почали серію регулярних візитів до Хадра, щоб спостерігати за його поведінкою. Його утримували в таборі V, ізоляторі суворого режиму, і вони мали повідомлення, що він кидав сечу в охоронців і відмовлявся їсти. Того року його старша сестра Зейнаб повернулася до Канади з Пакистану, щоб працювати над покращенням лікування Омара та його брата Абдулли.
У квітні 2005 року адвокати Хадра дали йому ще один письмовий психіатричний тест, який вони передали для інтерпретації доктору Дерілу Метьюзу, судовому психологу, якого два роки тому Пентагон запросив до Гуантанамо. Метьюз дійшов висновку, що Хадр відповідає «повним критеріям для діагностики посттравматичного стресового розладу»(ПТСР).
У травні 2005 року Хадр оголосив, що більше не буде співпрацювати з жодним з американських адвокатів у своїй справі. Його канадські адвокати переконали його, що він повинен залишити підполковника Вільяма К. Кьюблера через правила трибуналу, які вимагали військового адвоката бути частиною захисту. Через три місяці канадський суд підтвердив федеральну заборону на будь-які подальші допити Хадра Канадською службою безпеки й розвідки.
У липні 2005 року Хадр брав участь у широкомасштабному голодному протесті 200 затриманих, які п'ятнадцять днів не їли. Його двічі доставляли в госпіталь і примусово годували. За його словами, 9 липня військові поліцейські неодноразово били його ногами та нападали після того, як він втратив свідомість від слабкості.

20 липня 2005 року ув'язнений Гуантанамо Омар Дегайес написав у своєму щоденнику: «Омар Хадр дуже хворий у нашому кварталі. Він рве кров’ю. Вони дали йому цирум [сироватку], коли знайшли його на підлозі в камері». Цей уривок опубліковано в The Independent.

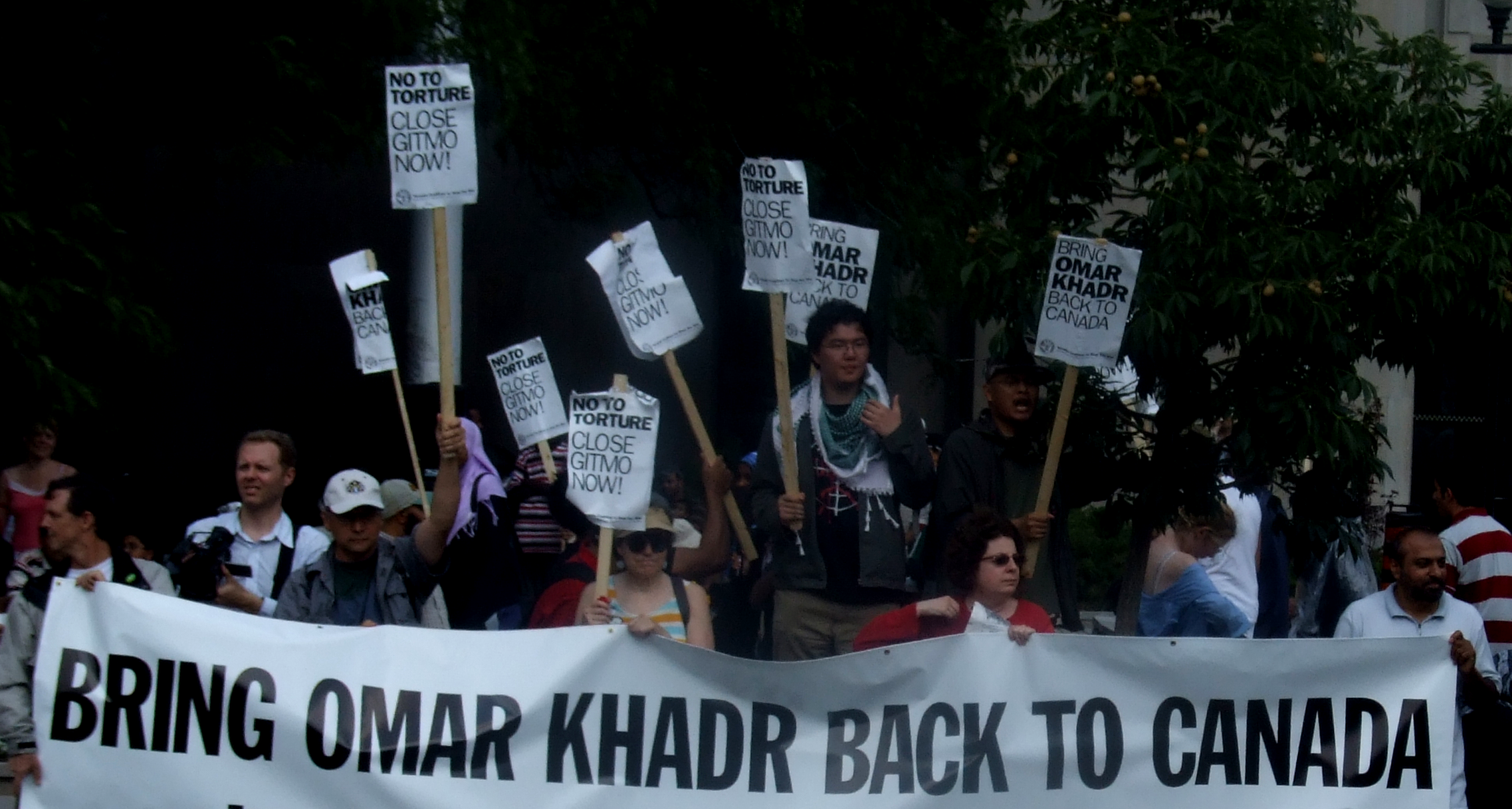
Канадські демонстранти вимагають репатріації Хадра.

У 2006 році армія США почала розслідування звинувачень у жорстокому поводженні з Хадром під час його утримання в Баграмі. У липні його повернули до ізолятора табору V після того, як він висловив недовіру своїм військовим адвокатам і назвав охоронців «ідіотами».
6 березня 2006 року він зустрівся з Клайвом Стаффордом Смітом, юридичним директором британської організації Reprieve, який представляв інтереси багатьох затриманих. Вони зустрілися в зоні відвідування табору V. Хадр сказав Сміту, що він втратив свідомість від вибуху американської гранати, і не пам’ятає, щоб коли-небудь кидав гранати, поки навколо нього точилася перестрілка.
У березні 2007 року Хадру вперше дозволили поговорити зі своєю матір'ю по телефону, майже через п'ять років після його захоплення. Йому дозволили ще один телефонний дзвінок родині, але з червня 2007 року по квітень 2008 року він не спілкувався.  У той час його помістили в табір VI, секцію з найсуворішими умовами, з, за словами США, «дисциплінарних причин». Канадські чиновники стверджували, що це було несправедливо, оскільки поведінка Хадра значною мірою залежала від того, в якому таборі його тримали. США повернули його до табору IV.
9 квітня 2008 року була вилучена коробка з документами Хадра, включно з привілейованим листуванням з його адвокатами; юридичні документи були повернуті через кілька днів.
Лейтенант-командер Кюблер провів психологічну оцінку через Кейт Портерфілд, яка тричі відвідувала Хадра в листопаді 2008 року. За словами Кюблера, Портерфілд повідомила, що їй важко встановити довіру з Хадром через «значну психологічну травму».

## Судові процеси

### Трибунал з перегляду статусу учасника бойових дій

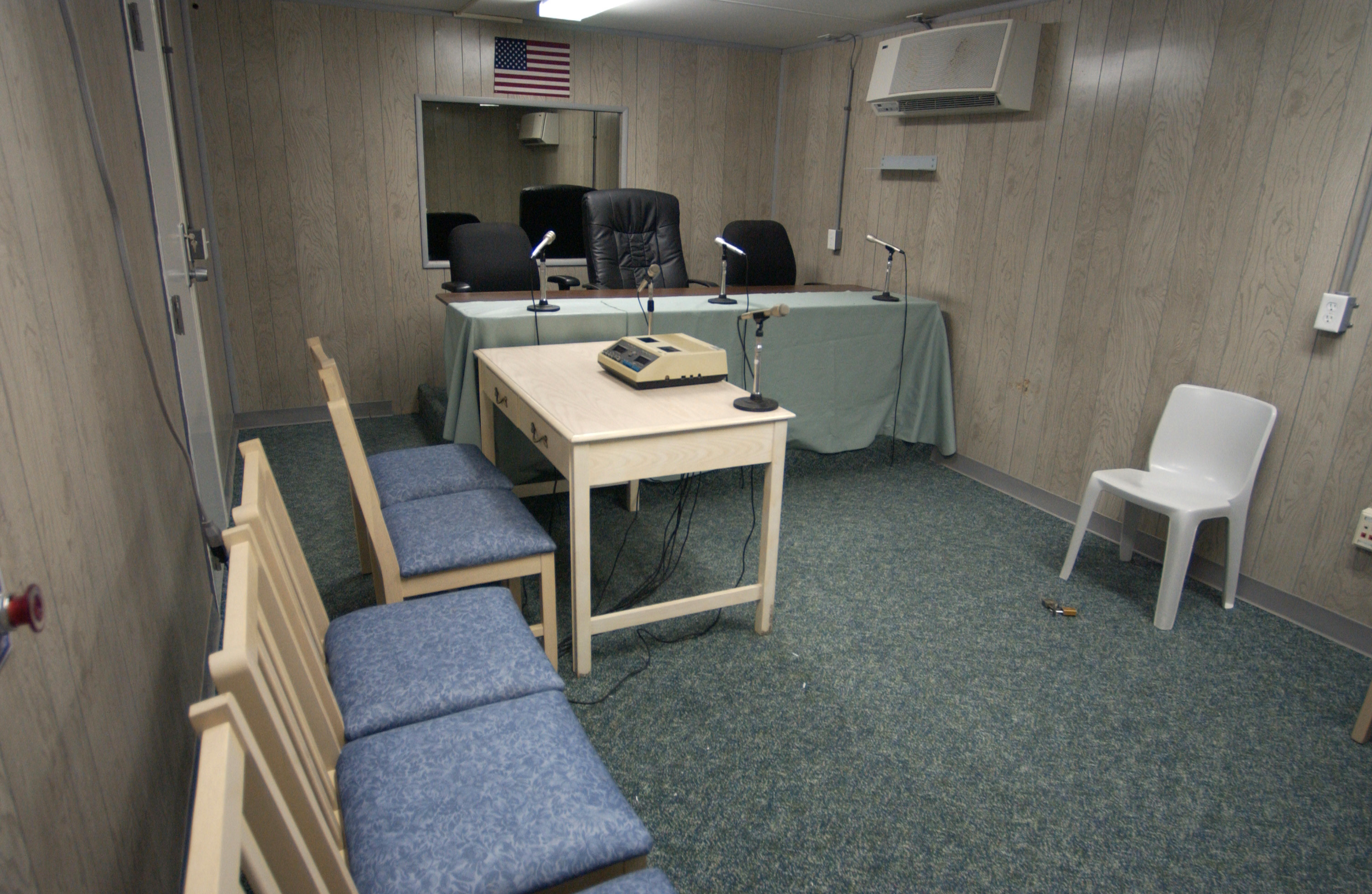
Трейлер, де проходили трибунали з перегляду статусу комбатанта.

У червні 2004 року Верховний суд Сполучених Штатів ухвалив рішення у справі Хамді проти Рамсфельда, що затримані мають право на обмежені права на належну судову процедуру. Як наслідок, Міністерство оборони заснувало «Трибунали з перегляду статусу учасників бойових дій».
31 серпня 2004 року для Трибуналу з перегляду статусу учасника бойових дій Хадра було підготовлено меморандум «Стислий виклад доказів». У резюме стверджувалося, що він зізнався, що кинув гранату, яка вбила американського солдата, відвідував тренувальний табір Аль-Каїди в Кабулі та працював перекладачем для Аль-Каїди, щоб координувати місії з встановлення наземних мін. Крім того, його звинуватили в допомозі в установці наземних мін між Хостом і Гардезом, а також у відвідуванні аеропорту поблизу Хоста для збору інформації про рух американських конвоїв.
Трибунал над ним було скликано 7 вересня, коли колегія № 5 розглядала його статус у таборі. Трибунал дійшов висновку, що Хадр був «ворожим комбатантом», і 17 вересня було опубліковано односторінкове резюме висновків.

### O.К протиДжорджа Буша
Після рішення Верховного суду США у справі Расул проти Буша (2004), який встановив, що затримані мають право habeas corpus для оскаржувення свого затримання, бабуся Хадра по материнській лінії Фатма ель-Самна, виступаючи як заступниця, подала цивільний позов проти Сполучених Штатів від імені Хадра 2 липня 2004 року, щоб оскаржити його затримання.
Позов мав назву O.K. проти Джорджа Буша, оскільки Хадр був ще неповнолітнім на момент подання. 21 вересня 2004 року понад шістдесят клопотань Habeas, поданих в'язнями Гуантанамо, були передані в один позов до старшого судді Джойс Хенс Грін для узгодження. Остання проблема у позові полягала у передачі медичної документації Хадра його адвокатам і отримання незалежної медичної експертизи його здоров’я під час ув’язнення. Це питання залишилося на розгляді судді Джона Д. Бейтса. 26 жовтня Бейтс відхилив клопотання, заявивши, що «проти позивача не було висунуто жодних звинувачень, і, відповідно, немає жодних причин проводити будь-яке розслідування розумової компетентності позивача». 4 серпня 2008 року чиновники Департаменту юстиції відповіли на клопотання про те, що Хадр не повинен постати перед судом, оскільки він був дитиною-солдатом.

### Перший трибунал

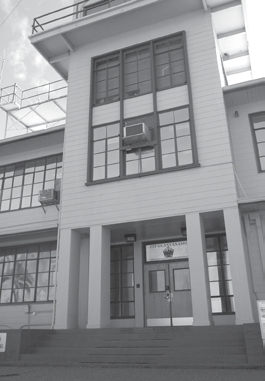
Первісні військові комісії були скликані на невикористаному терміналі аеродрому.

У 2005 році Сполучені Штати оголосили, що збирають необхідну структуру для утримання нещодавно створених військових комісій Гуантанамо. Вважаючи, що справа Хадра є однією з «найлегших» справ для доказування, Сполучені Штати обрали його одним із десяти затриманих, яким буде висунуто звинувачення за цією новою системою.
Головний прокурор Фред Борч подав внутрішні скарги (про які публічно говорилося в 2006 році), поки тривали судові оскарження процесу. Його замінив Роберт Л. Сванн, якого у вересні 2005 року змінив полковник. Морріс Девіс. 
7 листопада 2005 року Хадра офіційно звинуватили у вбивстві як незаконного комбатанта, замаху на вбивство незаконним комбатантом, пособництві ворогу та змові з Осамою бен Ладеном, Айманом аль-Завагірі, Саїдом аль-Масрі, Мухаммадом Атефом, Саїфом аль-Аделем, Ахмедом Хадром "та іншими членами організації Аль-Каїда". Уряд Сполучених Штатів неофіційно заявив, що не буде вимагати смертної кари для Хадра.
1 грудня 2005 року було призначено офіцерів до спеціальної комісії Хадра.  Капітан Джон Мерріам був призначений офіційним захисником Хадра, але погодився з адвокатом Муніром Ахмадом, що йому не вистачало досвіду судового розгляду як адвоката захисту, і обидва попросили його замінити. Підполковник Колбі Вокі був названий заміною Мерріама. 
11 січня 2006 року Хадр з'явився на своєму попередньому слуханні у футболці Roots Canada, що призвело до того, що суддя Роберт Честер зобов'язав його носити більш відповідний одяг у майбутньому. Наступного дня він одягнув блакитну картату сорочку. Честер наполягав на тому, щоб сторони обвинувачення та захисту припинили називати Хадра «Омаром» і замість цього використовували «містер Хадр», щоб позначити серйозний характер висунутих йому звинувачень. Адвокат захисту Вокі, адвокат морської піхоти, пішов у відставку після того, як на нього було накладено дисциплінарне стягнення за те, що він назвав трибунали «обманом», що викликало у нього відчуття «огиди».
30 березня Хадра та інших дев'ятьох затриманих, яким висунули звинувачення, перевели в одиночні камери. Через шість днів Хадр написав до суду записку: «Вибачте, пане суддя, ... Мене карають за те, що я скористався своїм правом і співпрацював  з цією військовою комісією. Тому я кажу з моєю повагою до вас і всіх інших тут, що я бойкотуватиму ці процедури, доки зі мною не поводитимуться по-людськи та чесно».
Комісії були виключені як неконституційні 29 червня 2006 року рішенням Верховного суду США у справі Гамдан проти Рамсфельда , яке засвідчило, що «військова комісія, про яку йдеться, не має повноважень діяти, оскільки її структура та процедури порушують як Єдиний кодекс військової юстиції США, так і чотири Женевські конвенції, підписані в 1949 році».
Девіс пішов у відставку з посади прокурора Гуантанамо 6 жовтня 2007 року, через кілька годин після того, як Вільям Гейнс був призначений його старшим офіцером. Девіс заявив, що це сталося через те, що Гейнс підтримував використання симуляції втоплення як тактики допиту. Начальство наказало Девісу припинити критику.

### Другий трибунал

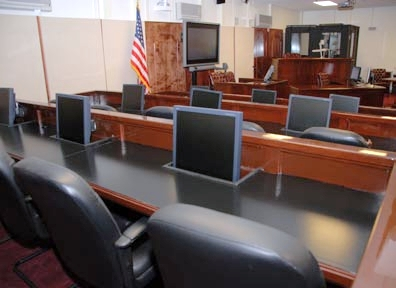
Інтер’єр зали суду, де проходили засідання другого трибуналу.

Після того, як у жовтні 2006 року було підписано Закон про військові комісії 2006 року (MCA), 2 лютого 2007 року проти Хадра були висунуті нові звинувачення. Його звинуватили у вбивстві з порушенням законів війни, замаху на вбивство з порушенням законів війни, змові, наданні матеріальної підтримки тероризму та шпигунстві. Однак ці звинувачення не існували в законі до прийняття MCA, коли були вчинені передбачувані злочини, і які не визнаються військовими злочинами в міжнародному праві. Канадському адвокату Деннісу Едні було заборонено з'являтися на судовому засіданні в жовтні після того, як він розкритикував зусилля Кюблера, заявивши, що військовий адвокат зосередив свою енергію на лобіюванні в канадській владі репатріації Хадра ціною підготовки до справжнього суду.
Хадр звернувся до Верховного суду США з проханням переглянути законність військової комісії та його затримання, але це прохання було відхилено у квітні 2007 року.
1 червня Едні заявив, що не буде домагатися будь-якої угоди про визнання провини для Хадра, яка, ймовірно, призведе до відбування 30 років ув'язнення. Пітер Браунбек відхилив звинувачення через три дні, заявивши, що Хадр раніше був класифікований як «ворожий комбатант» його трибуналом із перегляду статусу комбатантів у 2004 році, тоді як Закон про військові комісії надав йому юрисдикцію лише щодо « незаконних ворожих комбатантів».
9 вересня 2007 року звинувачення проти Хадра були відновлені після того, як суд Військової комісії скасував відхилення звинувачення Браунбеком, заявивши, що трибунал може самостійно визначити законність статусу затриманого.
9 жовтня Джеффрі Грохарінг стверджував, що обвинувачення не повинно вимагати встановлювати своїх свідків, заявивши, що Хадр «безперечно здатний помститися» свідкам, якщо йому буде надано право зустрітися зі своїми обвинувачами. Браунбек постановив, що, хоча адвокати захисту мали право знати особи свідків, цю інформацію не можна було передати самому Хадру.
У листопаді, коли прокуратура «відчайдушно» намагалася представити 27-хвилинне відео, знайдене в уламках,  невідоме джерело злило запис у ЗМІ та показало його на телешоу 60 хвилин. Чотири місяці потому Кюблер заявив, що після розмов із продюсерами шоу він вважає, що відео було оприлюднено офісом віце-президента Діка Чейні.
Організація Об'єднаних Націй звернулася з проханням дозволити Радхіці Кумарасвамі, спеціальному представнику у справах дітей у збройних конфліктах, спостерігати за трибуналом, але прохання було відхилено.
У січні сторона захисту висунула три окремі клопотання про припинення судового розгляду, стверджуючи, що він порушує конституційну заборону на судові позови, що комісія не має юрисдикції, оскільки Хадр був неповнолітнім, коли стався інцидент, і що відсутня компетенція з предмету справи. Через шістнадцять днів після слухання 4 лютого щодо клопотань Браунбек відхилив першу вимогу. Він відхилив другий позов у квітні, але відклав рішення щодо третього.
У лютому також було випадково оприлюднено п’ятисторінковий звіт очевидця «OC-1» для журналістів, який показав, що Хадр не був єдиним вижив у комплексі, як стверджувалося раніше, і що ніхто не бачив, як він кинув гранату. Офіційні особи наполягали на тому, щоб усі репортери мали повернути свої копії документа, інакше їм загрожує вигнання зі слухань, але після 90-хвилинного протистояння між репортерами та військовими було погоджено, що вони можуть залишити свої копії звіту, але повинні були вилучити з нього три прізвища.

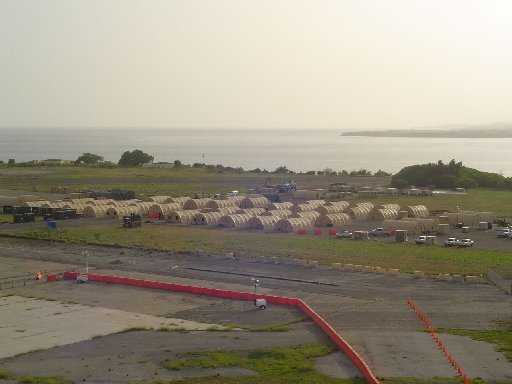
У Гуантанамо було побудовано нове наметове містечко для проведення другого трибуналу.

У березні Кюблер наполягав, щоб «підполковник В.» спочатку написав у своєму звіті наступного дня після перестрілки, що «людина, яка кинула гранату, яка вбила сержанта 1-й класу Крістофер Дж. Шпеєра, також загинула під час перестрілки», маючи на увазі, що гранату справді кинули вцілілі моджахеди, а не Хадр. Звіт було переписано через кілька місяців, щоб сказати, що гранатометник був «задіяний у битві», а не «вбитий», змінивши формулювання, яке виправдовувало Хадра. У відповідь Браунбек наказав, щоб командир був доступний для допиту адвокатом захисту не пізніше 4 квітня  і відклав заплановану дату 5 травня для початку судового розгляду справи про вбивство, а прокурор Грохарінг закликав Браунбека розпочати судовий процес якомога швидше, наголошуючи на «потребі справедливості» для вдови Шпеєра.
8 травня 2008 року Браунбек погрожував призупинити слухання у військовій справі, якщо прокурори не нададуть захисту низку документів, включаючи список членів Аль-Каїди, документи про стосунки між Аль-Каїдою та лівійською ісламською бойовою групою Абу Лайта аль-Лібі, копії записів з Системи управління інформацією про затриманих, пов’язаних з лікуванням Хадра в Гуантанамо, документи про використання дітей Аль-Каїдою, записи слідчих допитів свідків, подробиці про бойовиків, які загинули під час перестрілки 2002 року, та інші. Прокурори дійсно погодилися передати відеозапис, на якому зображено співробітника канадської розвідки Джима Гулда та агентів Канадської служби безпеки й розвідки (CSIS), які допитували Хадра в лютому 2003 року, але сказали, що вони «змінять запис», щоб приховати особи тих, хто допитував. Після «постанови Браунбека проти уряду» Пентагон оголосив про його усунення від процесу на користь Патріка Перріша, що призвело до того, що критики висвітлили те, що, на їхню думку, було «додатковим доказом нелегітимності» трибуналу, а офіційні пояснення про співпадіння в часі були «непереконливими». Перріш, відомий як «Rocket Docket» за його схильність пришвидшувати судові процеси, негайно призначив дату суду на 8 жовтня 2008 року.
4 вересня Перріш заборонив бригадному генералу Томасу В. Хартманну брати участь у Трибуналі через його «неправомірний керівний вплив». Це був третій подібний судовий процес, який Хартманн намагався сфальсифікувати. 22 жовтня 2008 року стало відомо, що обвинувачення передало команді захисту неповну версію медичних записів Хадра п'ятьма місяцями тому, і Перріш дозволив відстрочку, посилаючись на «наслідки» рішення для обвинувачення. У грудні прокуратура оголосила, що відкликає свого свідка, який мав свідчити, що Хадр зізнався у злочинах у грудні 2004 року під час допиту; нібито для того, щоб «приховати» образливі методи, використані для того, щоб змусити Хадра зізнатися.

### Постанова Верховного суду Канади щодо розголошення
Адвокати Хадра стверджували, що канадський уряд діяв незаконно, відправивши своїх адвокатів і агентів CSIS до Гуантанамо для допиту Хадра та передавши свої висновки прокурорам Трибуналу, щоб допомогти засудити Хадра, і що оприлюднення документів може допомогти довести невинність Хадра. У 2007 році Федеральний апеляційний суд зобов’язав уряд Канади передати  документи, пов’язані з часом перебування Хадра в полоні, оскільки суддя Річард Мослі заявив, що Канада порушила міжнародне право. Уряд звернувся до Верховного суду Канади в 2008 році, стверджуючи, що Хадр просто «рибалить» інформацію і що розголошення їхніх записів, які включали початковий звіт про перестрілку, який відрізняється від усіх раніше бачених звітів, може поставити під загрозу національну безпеку. Критики стверджували, що відмова оприлюднити секретні документи була спричинена «прикрощами», які вони призвели для уряду.
23 травня 2008 року Верховний суд Канади одноголосно постановив, що уряд діяв незаконно, порушуючи розділ сьомий Хартії прав і свобод, і наказав оприлюднити відеозаписи допиту.
Канадський документальний фільм «Тобі не сподобається правда: Чотири дні у Гуантанамо» (англ. You Don't Like the Truth: Four Days Inside Guantanamo)  (2010) був знятий на основі кадрів допитів Хадра канадською розвідкою, коли він утримувався в Гуантанамо.

### Визнання провини
7 липня 2010 року, менш ніж за тиждень до початку попередніх слухань у судовому процесі у військовій комісії, Хадр звільнив всю свою команду адвокатів і оголосив, що сам буде захищати себе в суді. Пізніше того ж місяця Хадр прийняв підполковника Джона С. Джексона як головного адвоката захисту.
25 жовтня 2010 року Хадр визнав себе винним у вбивстві Шпеєра з порушенням законів війни, у спробі вбивства з порушенням законів війни, у змові, у двох обвинуваченнях у наданні матеріальної підтримки тероризму та шпигунстві. Згідно з угодою про визнання вини, Хадр мав витримати щонайменше ще один рік у Гуантанамо, перш ніж буде переданий у канадське ув'язнення. Канадська влада заперечила будь-яку угоду щодо репатріації Хадра.
29 жовтня 2010 року, після виступу, Хадр вибачився перед вдовою Шпеєра, заявивши: «Мені дуже шкода за біль, який я завдав вашій родині. Я хотів би зробити щось, щоб зняти цей біль», і далі заявив, що його вісім років у в’язниці навчили його «краси життя».

### Реакція ООН на суд над Хадром
Ентоні Лейк, виконавчий директор Дитячого фонду ООН (ЮНІСЕФ) і колишній радник США з питань національної безпеки, у 2010 році висловив опозицію проти плану судового переслідування Хадра трибуналом. Він сказав,
Будь-хто, кого переслідують за злочини, які, за передбаченнями, вони вчинили, будучи дитиною, повинен бути розглянутий згідно з міжнародними стандартами ювенальної юстиції, які передбачають особливий захист. Омар Хадр не повинен бути суджений трибуналом, який не має необхідного обладнання та зобов'язань забезпечувати такий захист та відповідати цим стандартам.
Радхіка Кумарасвамі, спеціальний представник Генерального секретаря ООН з питань дітей та збройних конфліктів, написала в заяві 2010 року, що запропонований судовий процес порушує міжнародні правові норми і «може поставити під загрозу статус дітей-солдатів у всьому світі». «З часів Другої світової війни жодна дитина не була притягнута до відповідальності за військовий злочин», — сказала Кумарасвамі в заяві, поширеній ООН напередодні суду над Хадром у Гуантанамо.

### Визнання вироку завершеним
25 березня 2019 року Мері Моро, головний суддя Суду Королівської лави Альберти, постановила, що Хадр «відбув період громадського нагляду, який, по суті, є частиною умовного нагляду його покарання». The Edmonton Journal пояснив, що рішення Моро не означає, що вона змінює його вирок, який буде заборонено Законом про міжнародну передачу злочинців (ITOA) 2004 року та угодою про обмін полоненими між США та Канадою 1978 року. Натомість вона дійшла висновку, що умови його звільнення під заставу були дуже схожі на ті, які були б накладені на нього, якби він отримав умовно-дострокове звільнення.
Оскільки попередній суд уже визначив, що Хадр підпадає під дію канадського Закону про кримінальне правосуддя щодо неповнолітніх, її рішення не підлягало перегляду.

## Репатріація

### Позиція уряду Канади

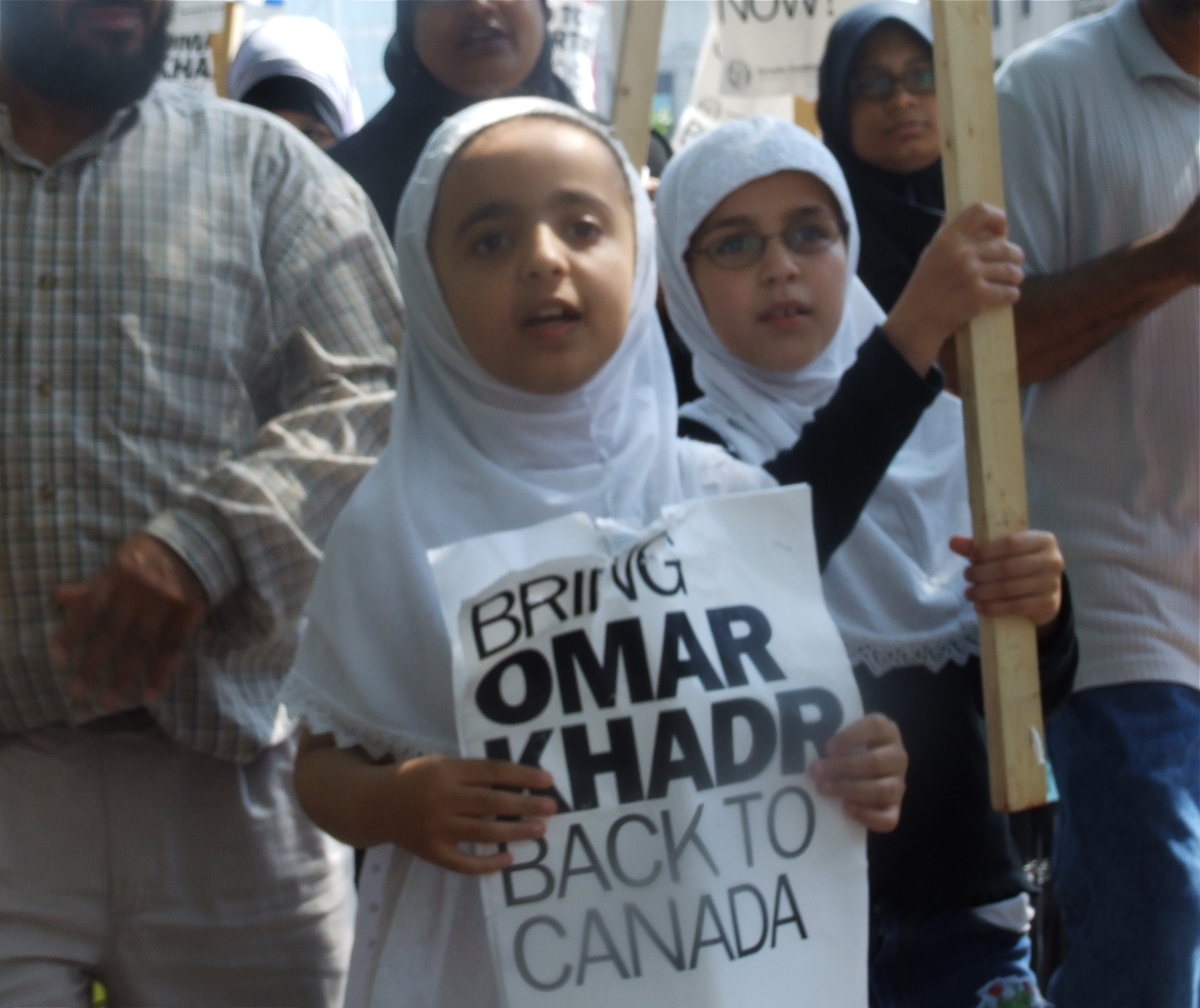
Дитина на демонстрації 2008 року з вимогою репатріації Хадра

У 2008 році представники МЗС кілька разів відвідували Хадра. Карім Амеган і Суніта Міллінгтон повідомили, що Хадра «можна врятувати», якщо йому дозволять повернутися в канадське суспільство, але утримування у в'язниці може радикалізувати його. Станом на січень 2009 року 64% канадців підтримали репатріацію Хадра до Канади проти 41% у червні 2007 року. 
Розкриття документів Wikileaks Cablegate в 2010 році показали, що канадський уряд вирішив не вимагати репатріації Хадра, рішення, яке підтримали США. Це зробило "політично неможливим" для країни прийняти опіку над колишніми уйгурськими ув'язненими, яких США не могли повернути в Китай. Документи Wikileaks свідчили про великий інтерес США до реакції Канади на справу Хадра. Джим Джадд, директор розвідувального агентства Канади, висловив свою думку, що публікація відеозапису допиту Хадра в Гуантанамо канадськими посадовими особами, на якому він плаче, призведе до "спонтанного антиамериканізму" та "вибухів морального обурення, що є канадською спеціалізацією".

### Рішення Верховного суду Канади про репатріацію
У квітні 2009 року Федеральний суд Канади знову постановив, що права Хадра згідно з Хартією прав і свобод були порушені. Він дійшов висновку, що Канада має «обов’язок захищати» Хадра, і наказав канадському уряду вимагати, щоб США повернули його до Канади якомога швидше. У серпні 2009 року Федеральний апеляційний суд підтримав це рішення рішенням 2–1. Нарешті, у січні 2010 року Верховний суд Канади одностайним рішенням 9 проти 0 постановив, що участь канадських офіційних осіб у допитах Хадра в Гуантанамо явно порушує його права згідно з Хартією. У своєму рішенні Верховний суд посилався на відмову в законних правах Хадра, а також на використання методів позбавлення сну, щоб ослабити його для допиту.
Однак Верховний суд не наказав уряду домагатися повернення Хадра до Канади. Він залишив уряду визначати, як виконувати свій обов’язок вести закордонні справи, одночасно дотримуючись свого зобов’язання поважати конституційні права Хадра.

### Підготовка до репатріації
Угода про визнання провини, укладена Хадром у жовтні 2010 року, дозволила йому повернутися до Канади після ще одного року перебування під вартою в США.
У липні 2012 року колишній канадський сенатор Ромео Даллер подав петицію з проханням до міністра громадської безпеки Віка Тувза виконати угоду про визнання провини, укладену Хадром у 2010 році, коли його звільнили під варту в Канаді. Петицію підписали 35 тисяч громадян.
30 листопада 2015 року були оприлюднені електронні листи Державного департаменту з особистої електронної пошти Гілларі Клінтон, які показали, як Клінтон та її співробітники співпрацювали з міністром закордонних справ Канади Джоном Бердом, щоб добитися повернення Хадра до Канади.

### Повернення до Канади
29 вересня 2012 року Хадр був переведений під варту в Канаді для відбування решти терміну покарання. Після прибуття його утримували у в'язниці суворого режиму Millhaven Institution поблизу Бата, Кінгстон, Онтаріо. Згідно з канадським законодавством, він мав право на умовно-дострокове звільнення в середині 2013 року. Через засудження за вбивство Хадра вимагали тримати під вартою в умовах максимальної безпеки.
13 серпня 2013 року адвокати Хадра, Денніс Едні та Натан Вітлінг, подали заяву, в якій стверджували, що відповідно до Закону Канади про міжнародну передачу правопорушників було незаконно тримати Хадра в установі для дорослих, оскільки восьмирічне ув'язнення, яке він отримав від Військова комісія США може бути витлумачена лише як вирок неповнолітньому, і його слід утримувати у провінційній в'язниці, а не у федеральній. Міністр громадської безпеки Стівен Блейні заявив: «Омар Хадр визнав себе винним у дуже серйозних злочинах, включаючи вбивство американського військового медика сержанта Крістофера Шпеєра. Уряд Канади буде рішуче захищатися від будь-яких спроб суду пом’якшити його покарання за ці злочини». 13 грудня 2013 року журнал Edmonton Journal повідомив, що Келлі Гартл, наглядачка колонії суворого режиму в Едмонтоні, перекласифікувала Хадра як ув'язненого середнього рівня безпеки, а 11 лютого 2014 року Хадра перевели в колонію середнього рівня безпеки.
У квітні 2015 року The Canadian Press повідомила, що Хадра перекласифікували як ув'язненого з мінімальним рівнем безпеки.

## Звільнення
7 травня 2015 року Хадра було звільнено під заставу з дотриманням суворих умов, включаючи проживання зі своїм адвокатом Едні та під його наглядом.  Після свого звільнення, у першому публічному інтерв’ю, яке Хадру дозволили уряди США чи Канади, він благав громадськість «дати [йому] шанс», щоб «довести їм, що [він] більше, ніж те, що вони думали про мене, ... що [він] хороша людина», кажучи, що він не та людина, яку зображує влада. 8 травня 2015 року прем'єр-міністр Канади Стівен Гарпер заявив, що не вибачається щодо зусиль його уряду, щоб утримати Омара Хадра у в'язниці.
Через тиждень після його звільнення Верховний суд Канади оприлюднив чергове рішення щодо його ув'язнення. 14 травня 2015 року Верховний суд Канади відхилив позицію федерального уряду, постановивши, що Хадр був явно засуджений військовим трибуналом США як неповнолітній. Якщо він програє апеляцію на обвинувальний вирок США, який розглядається в рамках окремої справи, він відбуватиме решту терміну в провінційній установі, а не у федеральній пенітенціарній установі.
18 лютого 2016 року новообраний ліберальний федеральний уряд відхилив апеляцію, розпочату попереднім федеральним урядом консерваторів, який намагався скасувати його звільнення під заставу.
Станом на квітень 2016 року Хадр був заручений з Муною Абугуш, правозахисницею з Едмонтона, яка допомогла розпочати міжнародну кампанію за його звільнення та листувалася з ним, коли той був у в’язниці.
13 грудня 2018 року Омар Хадр повернувся в суд Едмонтона, щоб попросити змінити умови звільнення під заставу, а 21 грудня 2018 року суддя Едмонтона відмовив у пом’якшенні умов звільнення під заставу для Хадра, тобто він не зможе отримати канадський паспорт для подорожі до Саудівської Аравії, і йому не дозволять спілкуватися зі своєю сестрою без нагляду.
25 березня 2019 року суддя Альберти постановив, що термін його покарання закінчився, і Хадр став вільною людиною. Він міг подати заяву на отримання паспорта, і він не мав жодних обмежень щодо того, з ким він може зустрічатися.

## Цивільні позови

### Позов Морріса та Шпеєра проти Ахмеда Хадра
Лейн Морріс і Табіта Шпеєр, вдова Крістофера Шпеєра, представлені Дональдом Віндером, подали цивільний позов проти спадщини Ахмеда Хадра, стверджуючи, що нездатність батька контролювати свого сина призвела до втрати життя Шпеєра та правого ока Морріса. Оскільки законодавство Сполучених Штатів не дозволяє подавати цивільні позови проти «воєнних дій», Шпеєр і Морріс спиралися на аргумент, що кидання Хадром гранати було актом тероризму, а не війни. У лютому 2006 року суддя окружного суду Юти Пол Кассел призначив позивачам компенсацію 102,6 млн доларів, приблизно 94 млн доларів Шпеєру та 8 млн доларів Моррісу. Він сказав, що це, ймовірно, перший раз, коли терористичні акти призвели до цивільної відповідальності. Було припущення, що позивачі можуть отримати кошти через Закон США про страхування ризиків тероризму, але федеральний уряд США не зв’язаний цивільними рішеннями, і він відмовився розблокувати заморожені активи Хадра.

### Позов Омара Хадра проти уряду Канади
У 2013 році Хадр подав цивільний позов на 20 млн канадських доларів проти уряду Канади, стверджуючи, що він вступив у змову зі США щодо порушення його прав. Він сказав, що підписав угоду про визнання провини, оскільки вважав, що це єдиний спосіб його перевести з Гуантанамо, і стверджував, що не пам'ятає перестрілки, в якій він був поранений.
4 липня 2017 року неназване джерело в уряді повідомило, що уряд Канади вибачиться та виплатить Хадру компенсацію в розмірі 10.5 млн канадських доларів. На прес-конференції 7 липня 2017 року генеральний прокурор Джоді Вілсон-Рейболд і міністр громадської безпеки Ральф Гудейл підтвердили угоду та принесли офіційні вибачення від імені уряду. Того дня в інтерв’ю Розмарі Бартон з Power &amp; Politics Хадр сказав, що сподівається, що вибачення трохи відновить його репутацію. Він також сказав, що сподівається, що мирова угода та вибачення не завдадуть болю родині Шпеєр, і сказав, що якщо це станеться, він вибачається за це.

### Позов Морріса і Шпеєра проти Омара Хадра
У 2014 році Лейн Морріс і Табіта Шпеєр подали проти Хадра позов про смерть і травми. У 2015 році суддя штату Юта виніс рішення про виплату їм 134 млн доларів США за замовчуванням, оскільки Хадр не відповів на позов. У 2017 році Морріс і Шпеєр подали заяву про надання судовому рішенню чинності в Канаді, але станом на 4 липня 2017 року її ще не було розглянуто.